# Liste des normes internationales d'information financière
La liste des normes internationales d'information financière, plus connues sous leur nom anglais de International Financial Reporting Standards ou IFRS, comprend quatre types de textes (selon la définition large donnée par IAS 1 ; paragraphe 7) :
1. les normes comptables internationales, ou International Accounting Standards (IAS), développées par l'ancien Comité des normes comptables internationales, ou International Accounting Standards Committee (IASC) de 1975 à 2000 ;
2. les normes internationales d'information financière, au sens strict (IFRS, en anglais), développées par le Conseil des normes comptables internationales, ou International Accounting Standards Board (IASB) à partir de 2003 ;
3. les interprétations publiées par l'ancien comité d'interprétation de l'IASC, en anglais Standing Interpretations Committee (SIC) ;
4. les interprétations publiées par le comité d'interprétation des IFRS, en anglais International Financial Reporting Interpretations Committee (IFRIC).

La préface et le cadre conceptuel sont directement liés à ces normes. Cependant, ils ne font pas partie du processus d'adoption européen (à la différence des textes ci-dessous, qui sont intégrés et mis à jour dans le cadre de règlements successifs depuis 2003).

## Conventions de nommage
En 2001, lors du changement de gouvernance et de statuts du normalisateur, les normes et interprétations ont changé de dénomination : on ne publie plus de nouvelles IAS mais des IFRS, et les interprétations SIC sont ensuite des interprétations IFRIC.
L'IASB a alors décidé que les 34 normes IAS et les 30 interprétations SIC en vigueur (certaines n'étant pas encore d'application obligatoire) continuaient à s’appliquer jusqu’à leur retrait en conservant leur numérotation IAS et SIC. 
Sept normes IAS avaient déjà été retirées jusqu'en 2001, 6 autres normes IAS l'ont été jusqu'en 2012. Il existe donc une dizaine de normes IAS qui ne furent jamais réellement appliquées puisqu'elles ont été retirées avant 2005, date à laquelle les premiers États ont rendu ce référentiel comptable obligatoire.
Les normes IAS publiées avant 2001 ont continué à être profondément modifiées ensuite, changeant parfois de libellé mais gardant leur codification IAS. Au 1er janvier 2013, 28 normes IAS et 12 normes IFRS sont applicables dans le monde (IFRS 9, encore incomplète, n'est pas encore d'application obligatoire).
Trois interprétations SIC avaient déjà été retirées jusqu'en 2001 et une vingtaine d'autres le furent jusqu'en 2005. À la différence des normes IAS qui perdurent tout en étant profondément modifiées, de nombreuses interprétations SIC ont été retirées parce que leur contenu a été repris dans des normes IAS révisées ou dans de nouvelles normes IFRS.
Au 1er janvier 2013, 8 interprétations SIC et 17 interprétations IFRIC sont applicables.
Au niveau de l'IASB, la version officielle est la version anglaise. Au niveau de l'Union européenne, pour entrer en vigueur, les normes et les interprétations sont traduites, notamment en français, avant d'être adoptées sous la forme de règlement.

Pour des raisons de lisibilité, les tableaux ci-dessous ignorent volontairement les révisions ou amendements de quelque importance qu'ils soient dans leur contenu.
Ils ne mentionnent que les modifications qui affectent l'intitulé de la norme ou de l'interprétation.

## Normes IAS et IFRS
| N°      | Titre original | Traduction | 1re publication | 1re application  | Retrait complet  | Remplacé par       |
| ------- | --- | --- | --------------- | ---------------- | ---------------- | ------------------ |
| IAS 1   | Disclosure of Accounting Policies (1975) Presentation of Financial Statements (1997) | Présentation des états financiers (1997) | 1975            | 1er janvier 1975 |                  |                    |
| IAS 2   | Valuation and Presentation of Inventories in the Context of the Historical Cost System (1975) Inventories (1993) | Stocks (1993) | 1975            | 1er janvier 1976 |                  |                    |
| IAS 3   | Consolidated Financial Statements | ? | 1976            | 1er janvier 1977 | 1er janvier 1990 | IAS 27 et IAS 28   |
| IAS 4   | Depreciation Accounting | ? | 1976            | 1er janvier 1977 | 1er juillet 1999 | IAS 36             |
| IAS 5   | Information to Be Disclosed in Financial Statements | ? | 1976            | 1er janvier 1977 | 1er juillet 1998 | IAS 1              |
| IAS 6   | Accounting Responses to Changing Prices | ? | 1977            | 1er janvier 1978 | 1er janvier 1983 | IAS 15             |
| IAS 7   | Statement of Changes in Financial Position (1977) Cash Flow Statements (1992) Statement of Cash Flows (2007) | Tableau de financement (1977) Tableaux des flux de trésorerie (1992) Tableau des flux de trésorerie (2007)                                                                                               | 1977            | 1er janvier 1979 |                  |                    |
| IAS 8   | Unusual and Prior Period Items and Changes in Accounting Policies (1978) Net Profit or Loss for the Period, Fundamental Errors and Changes in Accounting Policies (1993) Accounting Policies, Changes in Accounting Estimates and Errors (2003) | Résultat net de l’exercice, erreurs fondamentales et changements de méthodes comptables (1993) Méthodes comptables, changements d'estimations comptables et erreurs (2003)                               | 1978            | 1er janvier 1979 |                  |                    |
| IAS 9   | Accounting for Research and Development Activities | ? | 1978            | 1er janvier 1980 | 1er juillet 1999 | IAS 38             |
| IAS 10  | Contingencies and Events Occurring After the Balance Sheet Date (1978) Events After the Balance Sheet Date (1999) Events after the Reporting Period (2007)                                                                                      | Événements postérieurs à la date de clôture (1999 et 2007) | 1978            | 1er janvier 1980 |                  |                    |
| IAS 11  | Accounting for Construction Contracts (1979) Construction Contracts (1993) | Comptabilisation des contrats de construction (1979) Contrats de construction (1993) | 1979            | 1er janvier 1980 | 1er janvier 2017 | IFRS 15            |
| IAS 12  | Accounting for Taxes on Income (1979) Income Taxes (1996) | Comptabilisation des impôts sur les bénéfices (1979) Impôts sur le résultat (1996) | 1979            | 1er janvier 1981 |                  |                    |
| IAS 13  | Presentation of Current Assets and Current Liabilities | ? | 1979            | 1er janvier 1981 | 1er juillet 1998 | IAS 1              |
| IAS 14  | Reporting Financial Information by Segment (1981) Segment reporting (1997) | Information sectorielle (1997) | 1981            | 1er janvier 1983 | 1er janvier 2009 | IFRS 8             |
| IAS 15  | Information Reflecting the Effects of Changing Prices | Information reflétant les effets des variations de prix | 1981            | 1er janvier 1983 | 1er janvier 2005 | N/A                |
| IAS 16  | Accounting for Property, Plant and Equipment (1982) Property, Plant and Equipment (1993) | Immobilisations corporelles (1993) | 1982            | 1er janvier 1983 |                  |                    |
| IAS 17  | Accounting for Leases (1982) Leases (1997) | Contrats de location (1997) | 1982            | 1er janvier 1984 | 1er janvier 2019 | IFRS 16            |
| IAS 18  | Revenue Recognition (1982) Revenue (1993) | Constatation des produits (1982) Produits des activités ordinaires (1993) | 1982            | 1er janvier 1984 | 1er janvier 2017 | IFRS 15            |
| IAS 19  | Accounting for Retirement Benefits in Financial Statements of Employers (1983) Retirement Benefit Costs (1993) Employee Benefits (1998) | Coûts des prestations de retraite (1993) Avantages du personnel (1998) | 1983            | 1er janvier 1985 |                  |                    |
| IAS 20  | Accounting for Government Grants and Disclosure of Government Assistance | Comptabilisation des subventions publiques et informations à fournir sur l'aide publique | 1983            | 1er janvier 1984 |                  |                    |
| IAS 21  | Accounting for the Effects of Changes in Foreign Exchange Rates (1983) The Effects of Changes in Foreign Exchange Rates (1993) | Effets des variations des cours des monnaies étrangères (1993) | 1983            | 1er janvier 1985 |                  |                    |
| IAS 22  | Accounting for Business Combinations (1983) Business Combinations (1993) | Regroupements d’entreprises (1993) | 1983            | 1er janvier 1985 | 1er avril 2004   | IFRS 3             |
| IAS 23  | Capitalisation of Borrowing Costs (1984) Borrowing Costs (1993) | Coûts d'emprunt (1993) | 1984            | 1er janvier 1986 |                  |                    |
| IAS 24  | Related Party Disclosures | Information relative aux parties liées | 1984            | 1er janvier 1986 |                  |                    |
| IAS 25  | Accounting for Investments | ? | 1986            | 1er janvier 1987 | 1er janvier 2001 | IAS 39 et IAS 40   |
| IAS 26  | Accounting and Reporting by Retirement Benefit Plans | Comptabilité et rapports financiers des régimes de retraite | 1987            | 1er janvier 1988 |                  |                    |
| IAS 27  | Consolidated Financial Statements and Accounting for Investments in Subsidiaries (1989) Consolidated and Separate Financial Statements (2003) Separate Financial Statements (2011)                                                              | États financiers consolidés et comptabilisation des participations dans des filiales (1989) États financiers consolidés et individuels (2003) États financiers individuels (2011)                        | 1989            | 1er janvier 1990 |                  |                    |
| IAS 28  | Accounting for Investments in Associates (1989) Investments in Associates (2003) Investments in Associates and Joint Ventures (2011) | Comptabilisation des participations dans des entreprises associées (1989) Participations dans des entreprises associées (2003) Participations dans des entreprises associées et des coentreprises (2011) | 1989            | 1er janvier 1990 |                  |                    |
| IAS 29  | Financial Reporting in Hyperinflationary Economies | Information financière dans les économies hyperinflationnistes | 1989            | 1er janvier 1990 |                  |                    |
| IAS 30  | Disclosures in the Financial Statements of Banks and Similar Financial Institutions | Informations à fournir dans les états financiers des banques et des institutions financières assimilées                                                                                                  | 1990            | 1er janvier 1991 | 1er janvier 2007 | IFRS 7             |
| IAS 31  | Financial Reporting of Interests in Joint Ventures (1990) Interests in Joint Ventures (2003) | Information financière relative aux participations dans des coentreprises (1990) Participations dans des coentreprises (2003)                                                                            | 1990            | 1er janvier 1992 | 1er janvier 2013 | IFRS 11 et IFRS 12 |
| IAS 32  | Financial Instruments: Disclosure and Presentation (1995) Financial Instruments: Presentation (2005) | Instruments financiers : informations à fournir et présentation (1995) Instruments financiers : présentation (2005)                                                                                      | 1995            | 1er janvier 1996 |                  |                    |
| IAS 33  | Earnings per Share | Résultat par action | 1997            | 1er janvier 1999 |                  |                    |
| IAS 34  | Interim Financial Reporting | Information financière intermédiaire | 1998            | 1er janvier 1999 |                  |                    |
| IAS 35  | Discontinuing Operations | Abandon d’activités | 1998            | 1er juillet 1999 | 1er janvier 2005 | IFRS 5             |
| IAS 36  | Impairment of Assets | Dépréciation d'actifs | 1998            | 1er juillet 1999 |                  |                    |
| IAS 37  | Provisions, Contingent Liabilities and Contingent Assets | Provisions, passifs éventuels et actifs éventuels | 1998            | 1er juillet 1999 |                  |                    |
| IAS 38  | Intangible Assets | Immobilisations incorporelles | 1998            | 1er juillet 1999 |                  |                    |
| IAS 39  | Financial Instruments: Recognition and Measurement | Instruments financiers : comptabilisation et évaluation | 1998            | 1er janvier 2001 | 1er janvier 2018 | IFRS 9             |
| IAS 40  | Investment Property | Immeubles de placement | 2000            | 1er janvier 2001 |                  |                    |
| IAS 41  | Agriculture | Agriculture | 2000            | 1er janvier 2003 |                  |                    |
| IFRS 1  | First-time Adoption of International Financial Reporting Standards | Première adoption des Normes internationales d’information financière (2003) Première application des Normes internationales d’information financière (2009)                                             | 2003            | 1er janvier 2004 |                  |                    |
| IFRS 2  | Share-based Payment | Paiement fondé sur des actions | 2004            | 1er janvier 2005 |                  |                    |
| IFRS 3  | Business Combinations | Regroupements d'entreprises | 2004            | 1er avril 2004   |                  |                    |
| IFRS 4  | Insurance Contracts | Contrats d'assurance | 2004            | 1er janvier 2005 | 1er janvier 2021 | IFRS 17            |
| IFRS 5  | Non-current Assets Held for Sale and Discontinued Operations | Actifs non courants détenus en vue de la vente et activités abandonnées | 2004            | 1er janvier 2005 |                  |                    |
| IFRS 6  | Exploration for and Evaluation of Mineral Resources | Prospection et évaluation des ressources minérales | 2004            | 1er janvier 2006 |                  |                    |
| IFRS 7  | Financial Instruments: Disclosures | Instruments financiers : informations à fournir | 2005            | 1er janvier 2007 |                  |                    |
| IFRS 8  | Operating Segments | Secteurs opérationnels | 2006            | 1er janvier 2009 |                  |                    |
| IFRS 9  | Financial Instruments | Instruments financiers | 2009            | 1er janvier 2018 |                  |                    |
| IFRS 10 | Consolidated Financial Statements | États financiers consolidés | 2011            | 1er janvier 2013 |                  |                    |
| IFRS 11 | Joint Arrangements | Partenariats | 2011            | 1er janvier 2013 |                  |                    |
| IFRS 12 | Disclosure of Interests in Other Entities | Informations à fournir sur les intérêts détenus dans d’autres entités | 2011            | 1er janvier 2013 |                  |                    |
| IFRS 13 | Fair Value Measurement | Évaluation de la juste valeur | 2011            | 1er janvier 2013 |                  |                    |
| IFRS 14 | Regulatory Deferral Accounts | Comptes de report réglementaires (traduction officielle en cours) | 2014            | 1er janvier 2016 |                  |                    |
| IFRS 15 | Revenue from Contracts with Customers | Produits des activités ordinaires tirés des contrats conclus avec des clients | 2014            | 1er janvier 2018 |                  |                    |
| IFRS 16 | Leases | Contrats de location | 2016            | 1er janvier 2019 |                  |                    |
| IFRS 17 | Insurance contracts | Contrats d'assurance | 2017            | 1er janvier 2021 |                  |                    |

## Interprétations SIC et IFRIC
| N°       | Titre original                                                                                        | Traduction | 1re publication | 1re application    | Retrait complet  | Remplacé par     |
| -------- | --- | --- | --------------- | ------------------ | ---------------- | ---------------- |
| SIC 1    | Consistency - Different Cost Formulas for Inventories                                                 | Cohérence des méthodes - Différentes méthodes de détermination du coût des stocks                                                         | 1997            | 1er janvier 1999   | 1er janvier 2005 | IAS 2            |
| SIC 2    | Consistency - Capitalisation of Borrowing Costs                                                       | Cohérence des méthodes - Incorporation des coûts d’emprunts dans le coût des actifs                                                       | 1997            | 1er janvier 1998   | 1er janvier 2005 | IAS 8            |
| SIC 3    | Elimination of Unrealised Profits and Losses on Transactions with Associates                          | Élimination des profits et pertes latents sur des transactions avec des entreprises associées                                             | 1997            | 1er janvier 1998   | 1er janvier 2005 | IAS 28           |
| SIC 4    | ? | ? | ?               | ?                  | ?                | ?                |
| SIC 5    | Classification of Financial Instruments - Contingent Settlement Provisions                            | Classification des instruments financiers - Clauses conditionnelles de règlement                                                          | 1997            | 1er juin 1998      | 1er janvier 2005 | IAS 32           |
| SIC 6    | Costs of Modifying Existing Software                                                                  | Coûts de modification de logiciels existants                                                                                              | 1997            | 1er juin 1998      | 1er janvier 2005 | IAS 16           |
| SIC 7    | Introduction of the Euro                                                                              | Introduction de l’euro | 1997            | 1er juin 1998      |                  |                  |
| SIC 8    | First-Time Application of IASs as the Primary Basis of Accounting                                     | Première application des IAS en tant que référentiel comptable                                                                            | 1998            | 1er août 1998      | 1er janvier 2004 | IFRS 1           |
| SIC 9    | Business Combinations - Classification either as Acquisitions or Unitings of Interests                | Regroupements d’entreprises - Classification en acquisitions ou en mises en commun d’intérêts                                             | 1998            | 1er août 1998      | 1er avril 2004   | IFRS 3           |
| SIC 10   | Government Assistance-No Specific Relation to Operating Activities                                    | Aide publique - Absence de relation spécifique avec des activités opérationnelles                                                         | 1998            | 1er août 1998      |                  |                  |
| SIC 11   | Foreign Exchange - Capitalisation of Losses Resulting from Severe Currency Devaluations               | Opération de change - Incorporation des pertes consécutives à une forte dévaluation monétaire dans le coût des actifs                     | 1998            | 1er août 1998      | 1er janvier 2005 | IAS 21           |
| SIC 12   | Consolidation-Special Purpose Entities                                                                | Consolidation - Entités ad hoc | 1998            | 1er juillet 1999   | 1er janvier 2013 | IFRS 10          |
| SIC 13   | Jointly Controlled Entities-Non-Monetary Contributions by Venturers                                   | Entités contrôlées conjointement - Apports non monétaires par des coentrepreneurs                                                         | 1998            | 1er janvier 1999   | 1er janvier 2013 | IFRS 10          |
| SIC 14   | Property, Plant and Equipment - Compensation for the Impairment or Loss of Items                      | Immobilisations corporelles - Indemnisation liée à la dépréciation ou à la perte de biens                                                 | 1998            | 1er juillet 1999   | 1er janvier 2005 | IAS 16           |
| SIC 15   | Operating Leases-Incentives                                                                           | Avantages dans les contrats de location simple                                                                                            | 1998            | 1er janvier 1999   |                  |                  |
| SIC 16   | Share Capital - Reacquired Own Equity Instruments (Treasury Shares)                                   | Capital social - Propres instruments de capitaux propres rachetés (actions propres)                                                       | 1998            | 1er juillet 1999   | 1er janvier 2005 | IAS 32           |
| SIC 17   | Equity - Costs of an Equity Transaction                                                               | Capitaux propres - Coûts de transaction                                                                                                   | 1999            | 30 janvier 2000    | 1er janvier 2005 | IAS 32           |
| SIC 18   | Consistency - Alternative Methods                                                                     | Cohérence des méthodes - Méthodes alternatives                                                                                            | 1999            | 1er juillet 2000   | 1er janvier 2005 | IAS 8            |
| SIC 19   | Reporting Currency - Measurement and Presentation of Financial Statements under IAS 21 and IAS 29     | Monnaie de présentation - Évaluation et présentation des états financiers selon IAS 21 et IAS 29                                          | 2000            | 1er janvier 2001   | 1er janvier 2005 | IAS 21           |
| SIC 20   | Equity Accounting Method - Recognition of Losses                                                      | Méthode de la mise en équivalence - Comptabilisation des pertes                                                                           | 1999            | 15 juillet 2000    | 1er janvier 2005 | IAS 28           |
| SIC 21   | Income Taxes-Recovery of Revalued Non-Depreciable Assets                                              | Impôt sur le résultat - Recouvrement des actifs non amortissables réévalués                                                               | 1999            | 15 juillet 2000    | 1er janvier 2012 | IAS 12           |
| SIC 22   | Business Combinations - Subsequent Adjustment of Fair Values and Goodwill Initially Reported          | Regroupements d’entreprises - Ajustements ultérieurs des justes valeurs et du goodwill présentés initialement                             | 1999            | 15 juillet 2000    | 1er avril 2004   | IFRS 3           |
| SIC 23   | Property, Plant and Equipment - Major Inspection or Overhaul Costs                                    | Immobilisations corporelles - Coûts des inspections ou des révisions majeures                                                             | 1999            | 15 juillet 2000    | 1er janvier 2005 | IAS 16           |
| SIC 24   | Earnings Per Share - Financial instruments and other contracts that may be settled in shares          | Résultat par action - Instruments financiers et autres contrats pouvant être réglés en actions                                            | 2000            | 1er décembre 2000  | 1er janvier 2005 | IAS 33           |
| SIC 25   | Income Taxes-Changes in the Tax Status of an Entity or its Shareholders                               | Impôt sur le résultat - Changements de statut fiscal d’une entité ou de ses actionnaires                                                  | 1999            | 15 juillet 2000    |                  |                  |
| SIC 26   | Property, Plant and Equipment – Results of Incidental Operations                                      | ? [projet jamais publié] | N/A             | N/A                | N/A              | IAS 16           |
| SIC 27   | Evaluating the Substance of Transactions Involving the Legal Form of a Lease                          | Evaluation de la substance des transactions prenant la forme juridique d’un contrat de location                                           | 2000            | 1er janvier 2002   |                  |                  |
| SIC 28   | Business Combinations - 'Date of Exchange' and Fair Value of Equity Instruments                       | Regroupements d’entreprises - « Date d’échange » et juste valeur des instruments de capitaux propres                                      | 2001            | 31 décembre 2001   | 1er avril 2004   | IFRS 3           |
| SIC 29   | Disclosure-Service Concession Arrangements                                                            | Informations à fournir - Accords de concession de services                                                                                | 2001            | 1er janvier 2002   |                  |                  |
| SIC 30   | Reporting Currency - Translation from Measurement Currency to Presentation Currency                   | Monnaie de présentation - Conversion de monnaie d’évaluation en monnaie de présentation                                                   | 2001            | 1er janvier 2002   | 1er janvier 2005 | IAS 21           |
| SIC 31   | Revenue-Barter Transactions Involving Advertising Services                                            | Produits des activités ordinaires - Opérations de troc portant sur des services de publicité                                              | 2001            | 1er janvier 2002   | 1er janvier 2017 | IFRS 15          |
| SIC 32   | Intangible Assets-Web Site Costs                                                                      | Immobilisations incorporelles - Coûts liés aux sites web                                                                                  | 2001            | 25 mars 2002       |                  |                  |
| SIC 33   | Consolidation and equity method - Potential voting rights and allocation of ownership interests       | Méthode d’intégration et de mise en équivalence - Droit de vote potentiel et affectation des intérêts relatifs aux propriétaires          | 2001            | 1er janvier 2002   | 1er janvier 2005 | IAS 27 et IAS 28 |
| IFRIC 1  | Changes in Existing Decommissioning, Restoration and Similar Liabilities                              | Variation des passifs existants relatifs au démantèlement ou à la remise en état et des autres passifs similaires                         | 2004            | 1er septembre 2004 |                  |                  |
| IFRIC 2  | Members’ Shares in Co-operative Entities and Similar Instruments                                      | Parts sociales des entités coopératives et instruments similaires                                                                         | 2004            | 1er janvier 2005   |                  |                  |
| IFRIC 3  | Emission Rights                                                                                       | Droits d’émission | 2004            | 1er mars 2005      | 1er juillet 2005 | N/A              |
| IFRIC 4  | Determining whether an Arrangement contains a Lease                                                   | Déterminer si un accord contient un contrat de location                                                                                   | 2004            | 1er janvier 2006   |                  |                  |
| IFRIC 5  | Rights to Interests arising from Decommissioning, Restoration and Environmental Rehabilitation Funds  | Droits aux intérêts émanant de fonds de gestion dédiés au démantèlement, à la remise en état et à la réhabilitation de l'environnement    | 2004            | 1er janvier 2006   |                  |                  |
| IFRIC 6  | Liabilities arising from Participating in a Specific Market—Waste Electrical and Electronic Equipment | Passifs découlant de la participation à un marché déterminé - Déchets d'équipements électriques et électroniques                          | 2005            | 1er décembre 2005  |                  |                  |
| IFRIC 7  | Approach under IAS 29 Financial Reporting in Hyperinflationary Economies                              | Application de l'approche du retraitement dans le cadre d'IAS 29 Information financière dans les économies hyperinflationnistes           | 2005            | 1er mars 2006      |                  |                  |
| IFRIC 8  | Scope of IFRS 2                                                                                       | Champ d'application d'IFRS 2 | 2006            | 1er mai 2006       | 1er janvier 2010 | IFRS 2           |
| IFRIC 9  | Reassessment of Embedded Derivatives                                                                  | Réévaluation de dérivés incorporés | 2006            | 1er juin 2006      |                  |                  |
| IFRIC 10 | Interim Financial Reporting and Impairment                                                            | Information financière intermédiaire et dépréciation                                                                                      | 2006            | 1er novembre 2006  |                  |                  |
| IFRIC 11 | IFRS 2 - Group and Treasury Share Transactions                                                        | IFRS 2 - Actions propres et transactions intra-groupe                                                                                     | 2006            | 1er mars 2007      | 1er janvier 2010 | IFRS 2           |
| IFRIC 12 | Service Concession Arrangements                                                                       | Accords de concession de services | 2006            | 1er janvier 2008   |                  |                  |
| IFRIC 13 | Customer Loyalty Programmes                                                                           | Programmes de fidélisation de la clientèle                                                                                                | 2007            | 1er juillet 2008   | 1er janvier 2017 | IFRS 15          |
| IFRIC 14 | IAS 19 - The Limit on a Defined Benefit Asset, Minimum Funding Requirements and their Interaction     | IAS 19 - Le plafonnement de l'actif au titre des régimes à prestations définies, les exigences de financement minimal et leur interaction | 2007            | 1er janvier 2008   |                  |                  |
| IFRIC 15 | Agreements for the Construction of Real Estate                                                        | Contrats de construction de biens immobiliers                                                                                             | 2008            | 1er janvier 2009   | 1er janvier 2017 | IFRS 15          |
| IFRIC 16 | Hedges of a Net Investment in a Foreign Operation                                                     | Couvertures d’un investissement net dans un établissement à l’étranger                                                                    | 2008            | 1er octobre 2008   |                  |                  |
| IFRIC 17 | Distributions of Non-cash Assets                                                                      | Distributions d'actifs non monétaires aux propriétaires                                                                                   | 2008            | 1er juillet 2009   |                  |                  |
| IFRIC 18 | Transfers of Assets from Customers                                                                    | Transferts d'actifs provenant de clients                                                                                                  | 2009            | 1er juillet 2009   | 1er janvier 2017 | IFRS 15          |
| IFRIC 19 | Extinguishing Financial Liabilities with Equity Instruments                                           | Extinction de passifs financiers au moyen d'instruments de capitaux propres                                                               | 2009            | 1er juillet 2010   |                  |                  |
| IFRIC 20 | Stripping Costs in the Production Phase of a Surface Mine                                             | Frais de découverture engagés pendant la phase d’exploitation d’une mine à ciel ouvert                                                    | 2011            | 1er janvier 2013   |                  |                  |
| IFRIC 21 | Levies                                                                                                | Droits ou taxes | 2013            | 1er janvier 2014   |                  |                  |